# PlayStation All-Stars Battle Royale
PlayStation All-Stars Battle Royale est un jeu vidéo de combat, développé par SuperBot Entertainment en collaboration avec SCE Santa Monica Studio, et édité par Sony Computer Entertainment en novembre 2012 sur PlayStation 3. Il est porté par Bluepoint Games sur  PlayStation Vita et est compatible « Multiplateforme » avec cette dernière.
Le jeu est un crossover réunissant divers personnages et environnements issus de plusieurs franchises du jeu vidéo. Principalement celles de chez Sony, avec Toro de la série Dokodemo Issho, Kratos de la série God of War ou encore Sly Cooper de la série éponyme Sly.

## Système de jeu
Le gameplay est similaire à celui des jeux de la série Super Smash Bros., dans lesquels jusqu'à quatre joueurs s'affrontent avec des personnages issus de franchises célèbres du jeu vidéo.
Il y a cependant des différences dans la façon dont les opposants sont vaincus. Pendant le combat, le joueur cogne ses adversaires afin de remplir une barre de puissance en bas de l'écran (que l'on peut également gonfler en amassant des orbes répandues sur le terrain). Gagner suffisamment de puissance permet alors au joueur de déclencher l'un des trois niveaux de super-mouvements, des attaques surpuissantes qui sont le seul moyen de vaincre un adversaire. Le joueur peut décider de l'utiliser lorsque sa barre est pleine, ou bien attendre de la remplir plusieurs fois et opter pour une attaque encore plus puissante, ce qui mettra plus de temps mais maximisera les chances de toucher le ou les opposants.
Le jeu propose des personnages issus des licences Sony mais aussi de licences tierces, telles BioShock ou encore Tekken.
Les environnements s'inspirent également de diverses franchises du jeu vidéo et possèdent la particularité de regrouper deux univers de jeux différents pour une même arène de combat. Une fonctionnalité multiplate-forme permettra aux joueurs sur PS3 de pouvoir affronter ceux sur PSVita et vice-versa.

## Personnages
| Personnages          | Première apparition dans | Notes |
| -------------------- | ------------------------ | --- |
| Cole MacGrath        | inFamous                 | Cole est un coursier ayant obtenu des pouvoirs liés à l'électricité et la glace qu'il utilise pour devenir un héros et venir en aide aux innocents.            |
| Colonel Radec        | Killzone 2               | Le Colonel Maël Radec est un soldat de haut rang de l'armée Helgaste                                                                                           |
| Dante                | DmC: Devil May Cry       | Dante est mi-ange, mi-démon |
| Emmett Graves        | Starhawk                 | Emmett Graves est le premier DLC (avec Kat) |
| Evil Cole            | inFamous                 | Cole est un coursier ayant obtenu des pouvoirs liés à l'électricité et le feu qu'il utilise pour ses besoins personnels au détriment des autres.               |
| Fat Princess         | Fat Princess             | Fat Princess est la souveraine d'un royaume qui est très friande de gâteaux.                                                                                   |
| Heihachi Mishima     | Tekken                   | Heihachi Mishima est un maître d'arts martiaux qui veut prouver au monde entier son surnom du "roi au poing d'acier".                                          |
| Isaac Clarke         | Dead Space               | Isaac Clarke est le deuxième DLC (avec Zeus) |
| Jak et Daxter        | Jak and Daxter           | Un duo doté de Jak un adolescent discret et Daxter, une créature issue d'un croisement entre une loutre et une belette après avoir plongé dans de l'éco noire. |
| Kat                  | Gravity Rush             | Kat est le premier DLC (avec Emmett Graves) |
| Kratos               | God of War               | Kratos est le fils de Zeus qui est aussi connu sous le nom de "Fantôme de Sparte".                                                                             |
| Le Protecteur        | Bioshock                 | Le Protecteur est un humain génétiquement modifié qui sert de garde de corps à des créatures nommées "Les petites sœurs".                                      |
| Nariko               | Heavenly Sword           | Nariko est une guerrière qui est l'élue d'une arme puissante nommée : Heavenly Sword                                                                           |
| Nathan Drake         | Uncharted                | Nathan Drake est un explorateur chasseur de trésor |
| PaRappa the Rapper   | PaRappa the Rapper       | Parappa est un chien rappeur passionné d'arts martiaux, de rap et de skateboard.                                                                               |
| Raiden               | Metal Gear               | Raiden est un cyborg ninja muni d'une lame à haute fréquence.                                                                                                  |
| Ratchet et Clank     | Ratchet and Clank        | Ratchet est un lombax et Clank est un petit robot à l'intelligence surdéveloppée. Ensemble ils forment un duo héroïque.                                        |
| Sackboy              | LittleBigPlanet          | Sackboy est une petite créature vivant à LittleBigPlanet. |
| Sir Daniel Fortesque | Medievil                 | Un chevalier squelette borgne. |
| Sly Cooper           | Sly Raccoon              | Un raton-laveur anthropomorphe qui est un maître voleur issu d'une clan de maître voleurs : le clan Cooper.                                                    |
| Spike                | Ape Escape               | Un jeune garçon partant en mission pour capturer des singes aux 4 coins du monde.                                                                              |
| Sweet Tooth          | Twisted Metal            | Un tueur en série déguisé en clown, son véhicule pour le Twisted Metal est un camion de marchand de glace.                                                     |
| Toro Inoue           | Dokodemo Issho           | Toro est la mascotte de Sony au Japon |
| Zeus                 | God of War               | Zeus est le deuxième DLC (avec Isaac Clarke) |

### Personnages non jouables
| Personnages          | Première apparition            | Notes |
| -------------------- | ------------------------------ | --- |
| Ashelin              | Jak and Daxter                 | Ashelin est un serviteur DLC |
| Athéna               | God of War                     | Kratos est le serviteur d’Athéna. |
| Bakuki               | Escape Plan                    | Bakuki est un serviteur DLC. |
| Buzz                 | Buzz!                          | Buzz apparaît dans l'arène Paysage Imaginaire et questionne les joueurs. Il lance des tartes sur ceux qui donnent une mauvaise réponse. Buzz est un serviteur DLC. |
| Capitaine Qwark      | Ratchet and Clank              | Qwark apparaît dans l'arène Metropolis. |
| Carmelita            | Sly Raccoon                    | Carmelita apparaît aussi dans l'arène Tour d'Alden. Carmelita est un DLC.                                                                                          |
| Curtis le panda      | Carnival Island                | Curtis est disponible depuis la MAJ 1.07. |
| Dollface             | Twisted Metal                  | |
| Dr Nefarious         | Ratchet and Clank 3            | Dr Nefarious apparaît aussi dans l'arène San Francisco DrNefarious est disponible depuis la MAJ 1.07.                                                              |
| Elena                | Uncharted                      | Elena est un DLC. |
| Kai                  | Heavenly Sword                 | Kai apparaît aussi dans l'arène Sans Peur et dans un super de Nariko.                                                                                              |
| Kat                  | DmC: Devil May Cry             | |
| Keira Hagaï          | Jak and Daxter                 | Keira apparaît aussi dans l'arène Village des sables |
| Kiya                 | Medievil                       | |
| Kuma                 | Tekken                         | Kuma apparaît aussi dans un super de Heihachi Mishima. |
| Kuro                 | Dokodemo Issho                 | Kuro apparaît aussi dans les coups de Toro. Kuro est un DLC. |
| Le Colosse de Rhodes | God of War II                  | Le Colosse de Rhodes est un DLC. |
| Le Professeur        | Ape Escape                     | Le Professeur est un DLC. |
| Lil                  | Escape Plan                    | Lil est un DLC. |
| Logan Graves         | Starhawk                       | Logan Graves est un DLC. |
| Lucy Kuo             | InFamous 2                     | Lucy Kuo est un DLC. |
| M.Grimm              | Twisted Metal                  | Grimm est un DLC. |
| Murray               | Sly Raccoon                    | Murray apparaît aussi dans un super de Sly Cooper. |
| Ninja                | Fat Princess                   | Ninja est un DLC. |
| Nix                  | InFamous 2                     | |
| Ouvrier              | Fat Princess                   | Ouvrier apparaît aussi dans les coups de Fat Princess |
| Petite Sœur          | Bioshock                       | Petite Sœur apparaît aussi dans un super du Protecteur. |
| Pierre               | Mainichi Issho                 | |
| Pirate               | Fat Princess                   | Pirate est un DLC. |
| PJ Berri             | PaRappa the Rapper             | |
| Polyphème            | God of War: Ascension          | Polyphème est un DLC. |
| Raven                | Gravity Rush                   | Raven est disponible avec l'achat de Kat. |
| Rico                 | Killzone                       | Rico est un DLC. |
| Sackbot              | LittleBigPlanet                | |
| Sam                  | Metal Gear Rising: Revengeance | |
| Singe                | Ape Escape                     | Singe apparaît aussi dans l'arène Station Temporelle et dans les coups de Spike.                                                                                   |
| Soldat Eucadien      | Warhawk                        | Soldat Eucadien est un DLC. |
| Soldat Helghast      | Killzone                       | |
| Sully                | Uncharted                      | |
| Suzuki               | Everybody's Golf               | Suzuki (avec Hannah, Jasmine et Nick) apparaît dans le stade Village des Sables Il apparaît aussi en tant que serviteur téléchargeable.                            |
| Sydney Cutter        | Starhawk                       | Sydney Cutter est disponible avec l'achat de Emmett Graves. |
| Visari               | Killzone                       | Visari est un DLC. |
| Zeke                 | InFamous                       | |

## Arènes
- Columbia, mélange les univers des jeux Bioshock Infinite et Twisted Metal
- Dojo, mélange les univers des jeux PaRappa the Rapper et Killzone.
- Franzea, mélange les univers des jeux LocoRoco et Metal Gear Rising: Revengeance.
- Hadès, mélange les univers des jeux God of War III et Patapon.
- Invasion, mélange les univers des jeux Killzone et Ape Escape
- Metropolis, mélange les univers des jeux Ratchet and Clank et God of War.
- Paris, mélange les univers des jeux Sly Raccoon et LittleBigPlanet.
- Passagers clandestins, mélange les univers des jeux Uncharted 3 et BioShock Infinite.
- Paysage imaginaire, mélange les univers des jeux LittleBigPlanet et Buzz!.
- San Francisco, mélange les univers des jeux Resistance 2 et Ratchet and Clank : A Crack in Time
- Stade de Black Rock, mélange les univers des jeux Twisted Metal et Jak II : Hors-la-loi.
- Station temporelle, mélange les univers des jeux Ape Escape et Resistance.
- Tour d'Alden, mélange les univers des jeux InFamous et Sly Raccoon.
- Village des sables, mélange les univers des jeux Jak and Daxter et Everybody's Golf.

### Arènes en DLC
- Sans Peur, mélange les univers des jeux Heavenly Sword et WipEout
- Le Cimetière, mélange les univers des jeux  MediEvil et The Unfinished Swan

## Objets
- Abeilles tueuses (issu de Ape Escape: Million Monkeys)
- Bombe à fusion (issu de Ratchet and Clank : Opération Destruction)
- Bottes d'Hermès (issu de God of War III)
- Bouclier gravitationnel (issu de WipEout)
- Caisse de Nanotech (issu de Ratchet and Clank)
- Esturgeon (issu de Uncharted 3 : L'Illusion de Drake)
- Faux de Gong (issu de Patapon 3)
- Fissure sonique (issu de ModNation Racers)
- Griffeur rasoir (issu de Ratchet and Clank : Opération Destruction)
- Hache de Baumusu (issu de The Mark of Kri)
- Hérisson (issu de Resistance)
- Lance du destin (issu de God of War II)
- Lance-roquette 7 (issu de Uncharted: Drake's Fortune)
- Marqueur laser Dohvat (issu de Killzone 3)
- Corbeaux meurtriers (issu de BioShock Infinite)
- Missile givrant (issu de Twisted Metal)
- Railgun LR-3 (issu de Starhawk)
- Rayon sangsue (issu de WipEout)
- Regard de Méduse (issu de God of War)
- Sackbot (issu de LittleBigPlanet 2)

## Développement
Sony Computer Entertainment aurait d'abord approché les développeurs de Uncharted pour travailler sur le projet. Cependant, étant donné que Naughty Dog était déjà occupé sur le développement de The Last of Us, le studio a donc refusé la proposition.  Sony ne voyant apparemment pas d’autres prétendants pour travailler sur PlayStation All Stars : Battle Royale, Ils prirent la décision de créer un nouveau studio pour s’occuper du titre.
Sony Computer Entertainment forme le studio SuperBot Entertainment en 2009 spécifiquement dans l'optique de travailler sur une exclusivité PlayStation 3.
Début 2011, il est découvert que le studio travaille sur un jeu de combat en multijoueur pour la PlayStation 3. En novembre 2011, des images du jeu (à ce moment-là avec pour nom de code Title Fight) surgissent en ligne, montrant Sweet Tooth de la série Twisted Metal ainsi que Kratos de God of War, ce dernier étant auparavant apparu en tant qu'invité dans les titres SoulCalibur: Broken Destiny et la version PS3 de Mortal Kombat.
Il a été annoncé que le jeu proposerait un certain nombre de mascottes de Sony, tels PaRappa the Rapper, Sly Cooper, Nathan Drake, le Colonel Mael Radec et Fat Princess. Les arènes comprendront entre autres, un niveau basé sur le Sandover Village de Jak and Daxter, et d'autres issus des franchises Everybody's Golf, LittleBigPlanet et Buzz!.
Le titre est révélé le 26 avril 2012 au cours d'une émission diffusée sur GameTrailers. Peu après l'annonce du titre sur PS3 il s'est dit que le jeu pourrait aussi être développé sur PlayStation Vita. Sony confirme les rumeurs lors de l'E3 2012 en annonçant officiellement le jeu sur la console portable, et en y dévoilant une fonctionnalité multiplate-forme permettant aux joueurs issus des deux consoles de jouer ensemble.
Durant la gamescom 2012, Sony annonce qu'en achetant le jeu sur PS3, la version sur PSVita est offerte au téléchargement.